# Теракт возле синагоги в Париже
Террористический акт возле синагоги в Париже — террористический акт, произошедший 3 октября 1980 года возле синагоги на улице Коперник в 16-м округе Парижа, Франция, во время субботней службы, в результате которого 4 человека погибли и 46 получили ранения. Это было первое нападение на евреев во Франции со смертельным исходом после окончания Второй мировой войны.
Следствие пришло к выводу о причастности ко взрыву палестинской вооружённой организации «Народный фронт освобождения Палестины». Лишь в 2008 году, через 28 лет после теракта, по запросу французских властей канадская полиция арестовала подозреваемого — преподавателя университета Хасана Диаба, гражданина Ливана и Канады палестинского происхождения. После затяжной борьбы за экстрадицию Диаб был экстрадирован во Францию, и в 2014 году ему были предъявлены официальные обвинения. Ему разрешили вернуться в Канаду в 2018 году после закрытия дела в связи с недостатком улик. В 2021 году, после сбора дополнительных доказательств, дело против него было возобновлено, но он отказался снова предстать перед французским судом. Диаб был заочно осужден за теракт на суде в Париже в апреле 2023 года.

## Теракт
В 18:38 в пятницу, 3 октября 1980 года, возле реформистской синагоги на улице Коперник, в 16-м округе Парижа, Франция, взорвалась бомба. Поскольку это был вечер пятницы и начало еврейского праздника Шаббат, синагога была заполнена примерно 320 прихожанами. В эти выходные посетители также праздновали в синагоге 5 бар-мицв. По данным полицейского расследования, мотоцикл Suzuki, припаркованный перед синагогой, был заминирован 10 килограммами взрывчатки. Стеклянная крыша синагоги рухнула на молящихся, а одна из дверей синагоги была выбита.

## Жертвы
В результате взрыва погибли четыре человека. Филипп Буиссу (22 года), проезжавший мимо на мотоцикле, погиб сразу. Ализа Шагрир (44 года), израильская телеведущая, находившаяся в отпуске, была убита, проходя рядом с синагогой. Жан-Мишель Барбе, водитель, припарковался возле синагоги, ожидая выхода оттуда клиентов, и также погиб. Иларио Лопес-Фернандес, португальская заведующая хозяйством гостиницы «Виктор Гюго», расположенной почти напротив синагоги, была тяжело ранена и через два дня скончалась от полученных травм. Также были ранены 46 человек.
По версии следствия, бомба должна была взорваться после завершения молитвы, при выходе верующих из здания. Однако служба началась с опозданием, поэтому людей около бомбы на момент взрыва оказалось немного.

## Реакция

### Общественная реакция
После теракта французское правительство подверглось широкой критике. В течение трех дней после нападений десятки тысяч людей, в том числе евреи, неевреи, профсоюзные деятели, политики, митинговали на Елисейских полях и в районе Елисейского дворца в знак протеста против нападения. В ночь взрыва начались демонстрации у станции метро «Шарль де Голль-Этуаль». На следующее утро более 10 000 человек собрались у синагоги в знак поддержки. Симона Вейль, тогдашний президент Европейского парламента, участвовала в маршах солидарности, но гнев толпы из-за ее предполагаемой поддержки правительства вынудил полицию увести ее в безопасное место.
В знак солидарности с еврейской общиной два крупнейших профсоюза Франции, Всеобщая конфедерация труда (ВКТ) и Французская демократическая конфедерация труда (ФДКТ), призвали к общенациональной забастовке 7 октября.

### Реакция еврейской общины
Немедленной реакцией еврейской общины был гнев. Многие евреи обвиняли правительство президента Валери Жискар д’Эстена, по их мнению, слишком снисходительное к палестинским террористам и крайне правому экстремизму. Еврейские демонстранты 5 октября попытались штурмовать Елисейский дворец и Министерство внутренних дел, вступив в столкновения с полицией по охране общественного порядка. Прохожие с явно неонацистской внешностью (черные рубашки в сочетании с короткими стрижками) подвергались преследованиям или избиениям.
Мэр Нью-Йорка Эд Коч, который был евреем, обвинил Жискар д’Эстена в «выдаче евреев ООП», подобно тому, как вишистская Франция сдавала евреев нацистам.

### Реакция правоохранительных органов
Правительство объявило о ряде мер по защите еврейских учреждений. Двести полицейских машин и три роты полиции по охране общественного порядка (всего 600 полицейских) были выделены для защиты еврейской общины по всей Франции. В Париже перед каждой синагогой стояла полиция по охране общественного порядка. В Страсбурге власти закрыли улицу перед городской синагогой для автомобильного движения.

### Противоречивое заявление Раймона Барра
В ночь нападения премьер-министр Раймон Барр сказал французскому телеканалу TF1: «Это одиозное нападение было нацелено на израильтян, идущих в синагогу, но затронуло невинных французов, переходивших улицу Коперника». Последовал скандал; его слова от 8 октября в Национальном собрании, заверившие «еврейских соотечественников» в «сочувствии всего народа», были приняты еврейской общиной с недоверием. Незадолго до своей смерти в августе 2007 года Раймонд Барр обвинил в скандале по поводу его заявления «еврейское лобби».

## Влияние на президентские выборы 1981 г
Поражению правительства Жискар д’Эстена на президентских выборах 1981 г., возможно, способствовало давнее недовольство еврейской общины Франции, насчитывающей 700 000 человек, антиизраильским уклоном в его политике и прохладной реакцией его правительства на взрыв в синагоге. На президентских выборах 1974 г., выигранных с перевесом всего лишь в 340 000 голосов, Жискар д’Эстен пользовался поддержкой большинства евреев. Но через несколько месяцев после своего избрания он направил своего министра иностранных дел Жана Сованьарга на встречу с лидером Организации освобождения Палестины Ясиром Арафатом. Жискар д’Эстен также одобрил открытие бюро ООП в Париже. В 1977 г. его правительство одобрило освобождение палестинского боевика Абу Дауда, организатора мюнхенской резни 1972 года, в которой были убиты 11 участников израильской олимпийской сборной.
На выборах 1981 года большинство еврейских избирателей отдали предпочтение кандидату от Социалистической партии Франсуа Миттерану, который победил во втором туре.

## Ответственность за теракт
Были проверены ряд потенциальных подозреваемых, в том числе испанские неонацисты, ливийские террористы, палестинские националисты и французские крайне правые.

### Ложная версия о неонацистах
Через несколько часов после взрыва человек, утверждающий, что он представляет неонацистскую Федерацию национального и европейского действия (FANE), позвонил в агентство Франс Пресс, взяв на себя ответственность от лица FANE. Однако 29-летний Жан-Ив Пелле, наполовину еврей, позже признался в том, что сделал это заявление, чтобы «доставить неонацистам неприятности с законом».
За год после взрыва следователям не удалось найти существенных улик. Первоначально полиция разыскивала двух подозреваемых-киприотов, Александра Панадрю и Джозефа Матиаса, но расследование не двигалось вперёд. Было лишь установлено, что пять палестинцев въезжали во Францию перед терактом по поддельным кипрским паспортам.
Позже французские следователи установили, что теракт совершила группа палестинских боевиков НФОП.

### Хасан Диаб
Впервые подозреваемым в теракте, на основании новых улик, в 1999 г. был назван Хасан Диаб, палестинец, обладавший на тот момент двойным гражданством Ливана и Канады. В 2008 г. Франция потребовала его экстрадиции из Канады в связи с причастностью к взрыву, после длительных апелляций он был экстрадирован лишь в 2014 г., но отпущен в 2018 г. в связи с недостатком доказательств, и вернулся в Канаду. В 2021 г. французская прокуратура, собрав новые доказательства, потребовала от Диаба снова предстать перед судом; тот отказался явиться, заявив о своей невиновности, и в итоге был осуждён заочно. На 27 июля 2023 г. оставался в Канаде и не был экстрадирован. Личности остальных соучастников теракта остались неизвестны.

### Комментарии
1. ↑  Народный фронт освобождения Палестины признан террористической организацией в Европейском союзе, Израиле, Канаде, США и Японии.